# Château de Machecoul
Le château de Machecoul est un ancien château fort, de nos jours ruiné, dont les vestiges se dressent sur la commune française de Machecoul dans le département de la Loire-Atlantique, en région Pays de la Loire. Le château est également appelé « château de Gilles de Rais » et, à tort, « château de Barbe-Bleue ».

## Historique
Construit au XIIIe siècle, le château de Machecoul a remplacé un édifice primitif qui avait été érigé à la fin du XIe siècle en bordure de la rivière Le Falleron par les seigneurs de Retz de la famille Chabot.
Le château a connu trois campagnes de construction en élévation : une tour circulaire au début du XIIIe siècle, un châtelet au XVe siècle, et un soubassement de logis dans les années 1500 avec embrasures à la française. De nouvelles fortifications ont été réalisées autour de 1580-1600.
Le château de Machecoul fut l'une des forteresses des Marches de Bretagne (Marches de Bretagne-Poitou), avec notamment les châteaux voisins de La Garnache, de La Bénate, de Palluau, de Montaigu, de Clisson et de Tiffauges.
Le château de Machecoul est un lieu chargé d'histoire, qui a connu bien des drames et des vicissitudes. Il fut l'une des nombreuses demeures des barons et ducs de Retz et des seigneurs de Machecoul, notamment de Gilles de Rais (vers 1405-1440), qui y a vécu, ainsi que d'Henri de Gondi (1590-1659), qui y est né, de Pierre de Gondi (1602-1676), qui y a vécu et y est mort, et de Paule-Marguerite Françoise de Gondi (1655-1716), qui y est née et y a vécu.
Le 15 septembre 1440, Jean Labbé, capitaine d'armes au service du duc Jean V « le Sage » de Bretagne, arrête Gilles de Rais en son château de Machecoul afin de le faire comparaître à Nantes.
En 1680, un document cité par Verger, montrait encore « une enceinte carrée de cent vingt mètres de développement, six tours à créneaux et les fondations de trois grosses contre-tours à plate-forme, le tout avec donjon, herse et pont-levis ». La ville de Machecoul elle-même était « close et fermée de murailles et fossés » qui laissaient hors-les-murs, les trois faubourgs de Sainte-Croix, Le Bourg-Mignon et Le Bourg-Saint-Martin. La garnison du château, en temps de guerre, était constituée par les milices de Paulx, La Marne, Saint-Même-le-Tenu, Fresnay-en-Retz et Machecoul.
À la Révolution, les douves du château ont servi de lieu d'exécution pour de nombreux républicains. Le château est brûlé en 1792, lors des événements de la guerre de Vendée. En 1804, le dernier seigneur de Retz, Alexandre de Brie-Serrant (1748-1814), est poursuivi en expropriation forcée, et le château est alors vendu à la ville de Machecoul, puis laissé à l'abandon et transformé en carrière de pierres au début du XIXe siècle. Les pierres du château servent alors à empierrer les routes et à construire des maisons.
Dans l'enceinte du château, il y avait une chapelle dédiée à la Vierge à l'usage du peuple et un oratoire privé. Le baptistère de l'église actuelle de Machecoul provient de cette chapelle.
Du château, encore assez bien conservé en 1825, il ne subsiste plus aujourd'hui que quelques ruines : les murs extérieurs du donjon et un pan de mur intérieur.
Le monument est inscrit au titre des monuments historiques en 2004.

## Description
Le château de Machecoul était composé d'une enceinte quadrangulaire, se rapprochant d'un carré, flanquée de tours, dont cinq étaient circulaires et dataient d'à peu près la seconde moitié du XIIIe siècle, soit une fourchette comprise entre 1250 et 1300 (résultats de fouilles en 2008). Il y avait également des fondations de trois grosses contre-tours à plate-forme, un donjon, une herse et un pont-levis. Vraisemblablement le donjon, la herse et le pont-levis ne faisaient qu'un, ce devait être un logis-porche composé de deux tours rondes reliées au cours du XIVe siècle par un massif donjon quadrangulaire faisant châtelet d'entrée et les étages supérieurs avaient le rôle de donjon et qui est l'un des vestiges les mieux conservés.
Ce château était de style ogival, c'est-à-dire que les ouvertures et les séparations de niveaux étaient construits sur la base d'arc en ogive.
Le château ruiné est actuellement une propriété privée (famille de Grandmaison), avec visite guidée extérieure (visite des vestiges en passant par un sentier piétonnier).
Un spectacle « son et lumière », retraçant la vie de Gilles de Rais (Les Mystères de Gilles de Rais), se déroule chaque été sur le site du château.
Des travaux de fouilles archéologiques ont récemment été menés sur le site, mettant au jour une partie des fondations et des poteries.

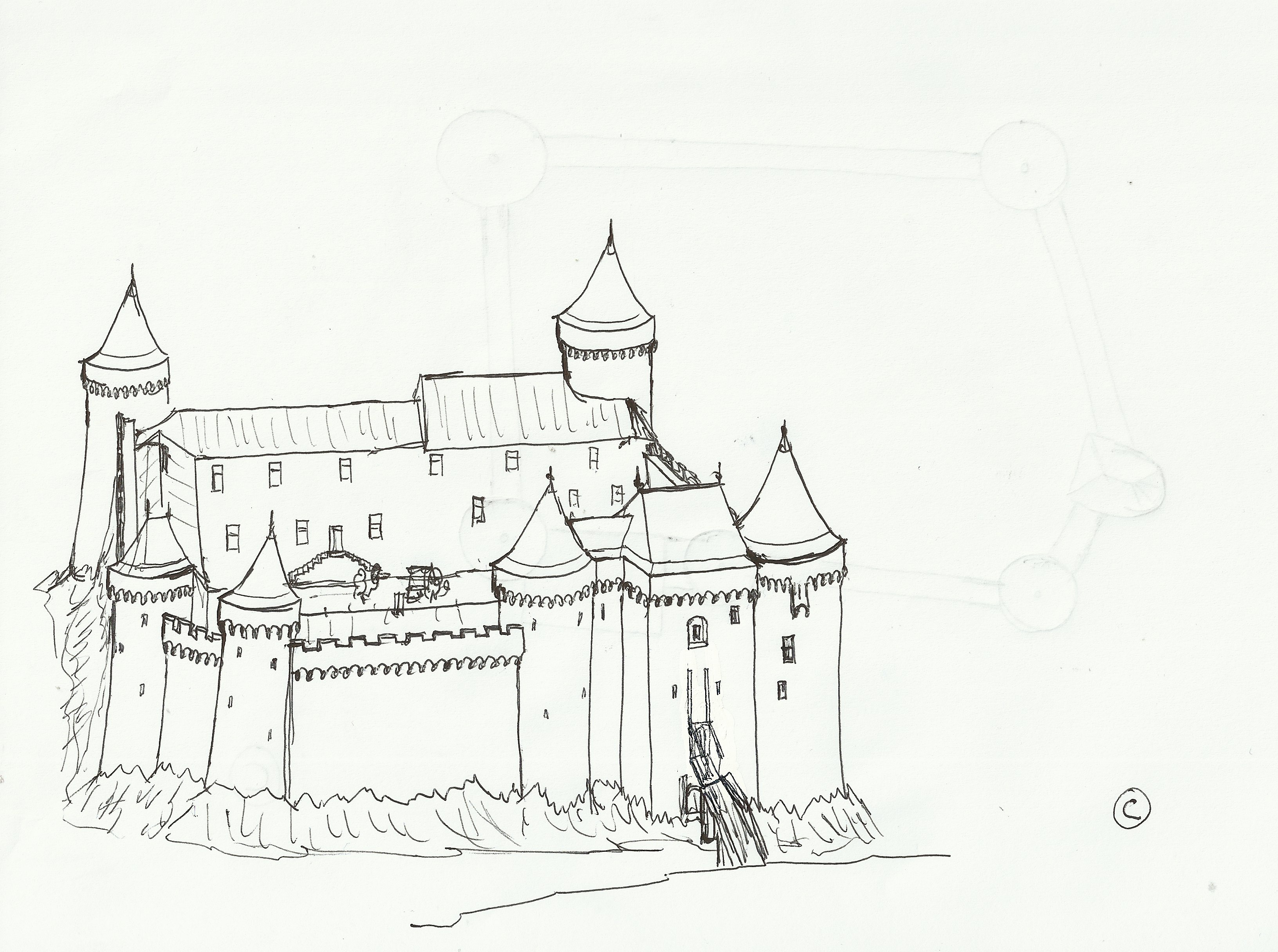
Croquis en élévation représentant une reconstitution du château de Machecoul.
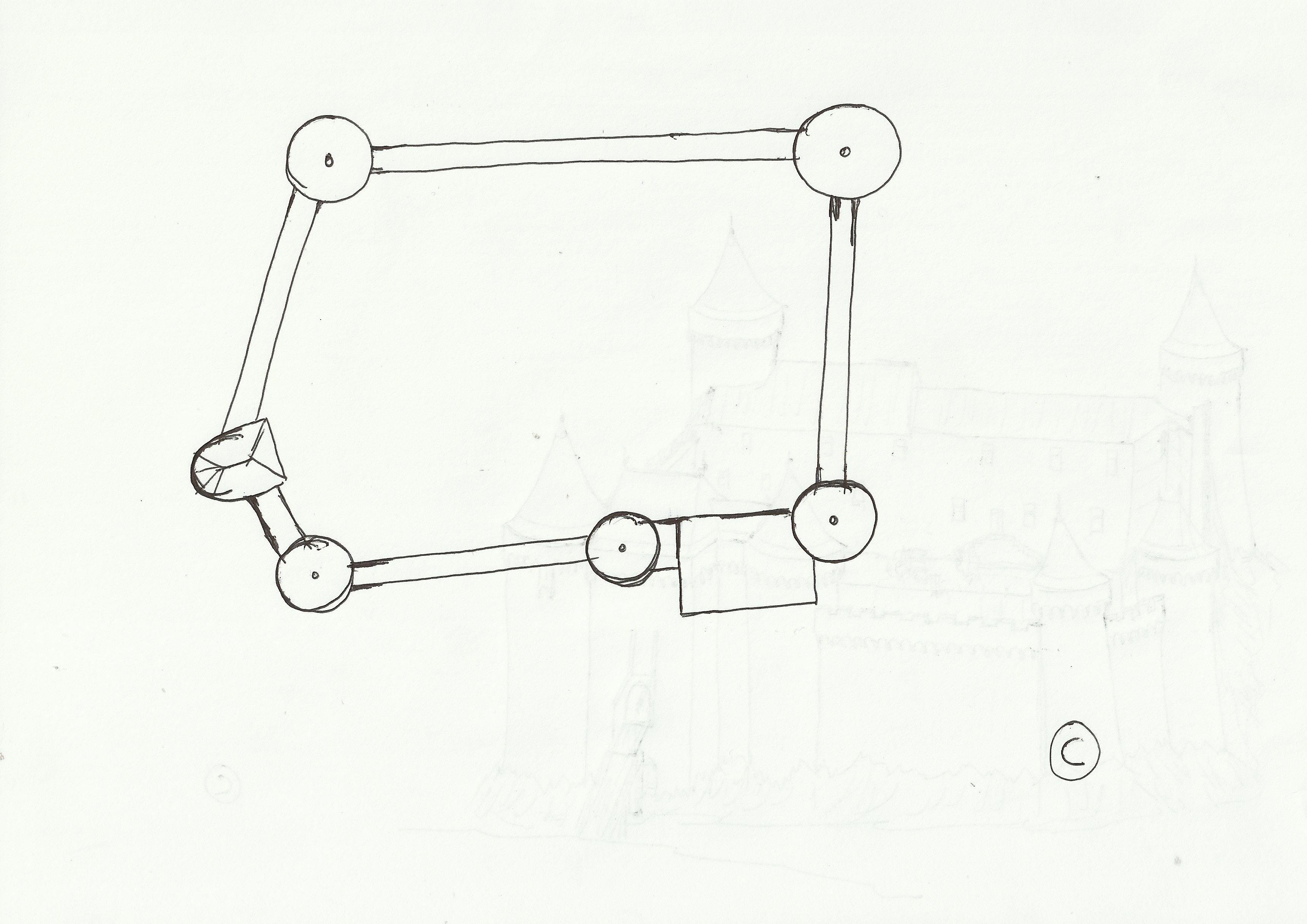
Plan croquis du château de Machecoul.
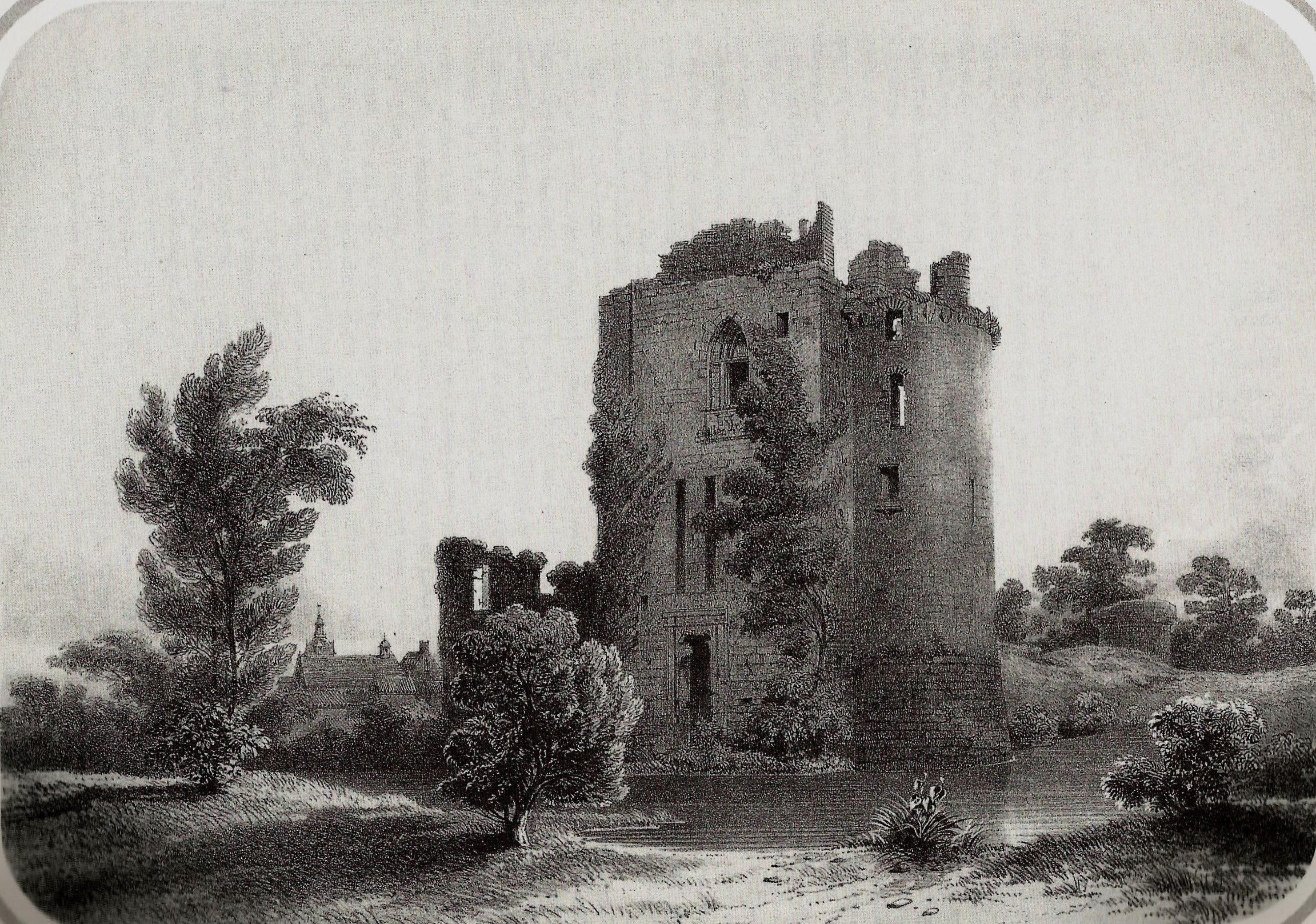
Vue des ruines de Machecoul, gravure de Thomas Drake, vers 1850.
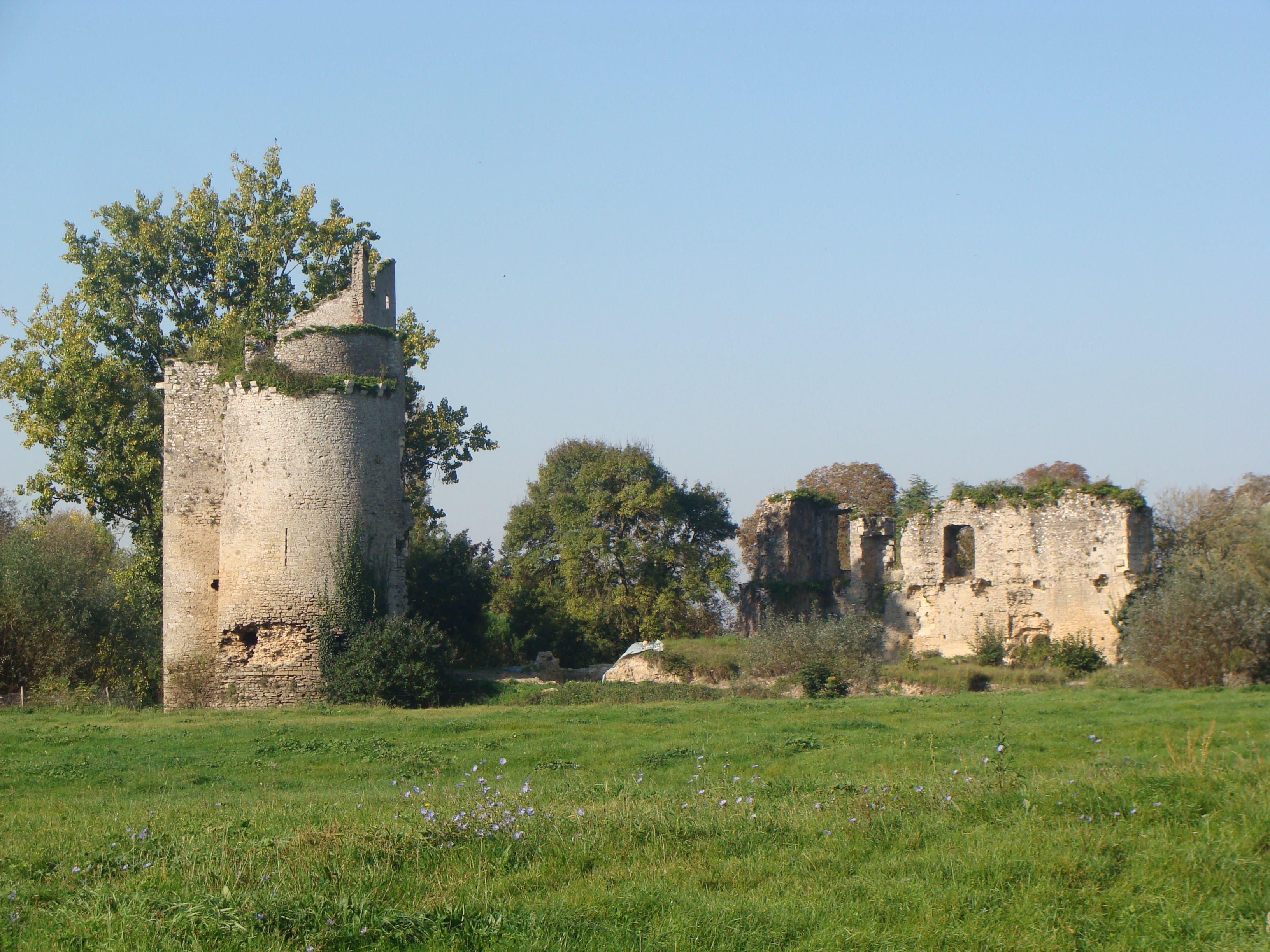
Les ruines du château de Machecoul.
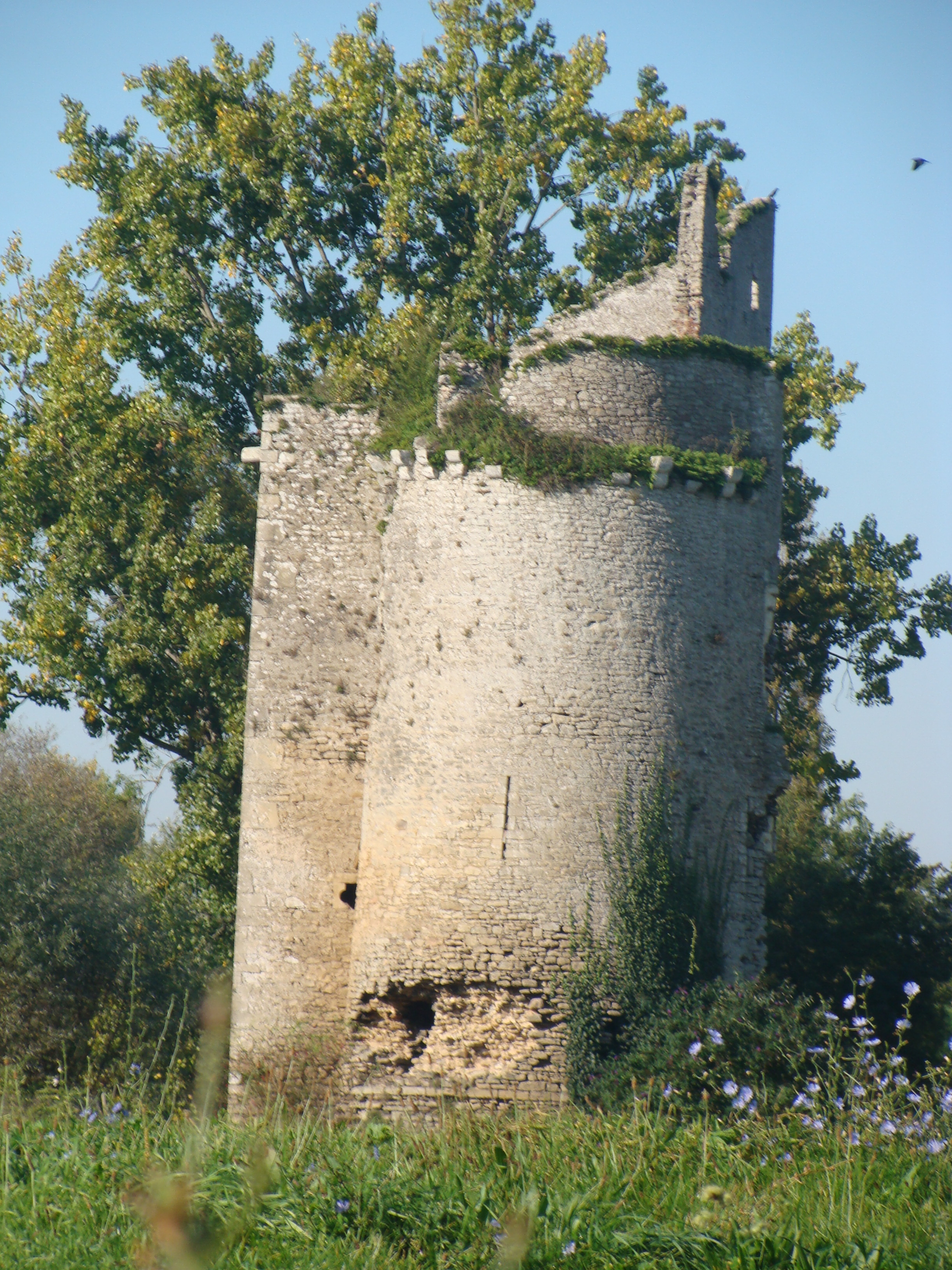
Tour du château de Machecoul.